# پائونه
پائونه (به صربی: Paune) یک روستا در صربستان است که در والیفو واقع شده‌است.
 پائونه  ۵۹۶ نفر جمعیت دارد.